# Notochodaeus lutescens
Notochodaeus lutescens är en skalbaggsart som beskrevs av John Obadiah Westwood 1852. Notochodaeus lutescens ingår i släktet Notochodaeus och familjen Ochodaeidae. Inga underarter finns listade i Catalogue of Life.